# Hubert Lynes
Hubert Lynes, CB, CMG (27 de noviembre de 1874 – 10 de noviembre de 1942) fue un militar y ornitólogo británico. Sirvió como almirante en la Primera Guerra Mundial, donde fue notable por dirigir los ataques a Zeebrugge y Ostende con objeto de neutralizar el entonces puerto alemán de Brujas, el cual se utilizaba como base de incursiones contra las costas británicas por parte de la Marina Imperial alemana. Tanto durante su vida de servicio militar como jubilado, Lynes fue un notable y experimentado ornitólogo que contribuyó con numerosos libros y fue considerado un experto principal en aves africanas.

## Ornitología
Lynes fue en experto ornitólogo. Desarrolló un interés por la naturaleza con estudios científicos de aves silvestres durante su tiempo en la armada. En el mediterráneo durante los primeros años del siglo XX, Lynes hizo anotaciones extensas de patrones migratorios de pájaros europeos y africanos, e hizo la primera de sus doce expediciones a África para estudiar sus aves nativas. Esas observaciones se publicaron en revistas ornitológicas La Ibis y los pájaros británicos y fue elegido miembro del británico Ornithologists' Unión. Continuó contribuyendo a esas revistas durante toda su vida.
En 1910 Lynes participó en una expedición a los Pirineos y luego fue destinado a China, haciendo observaciones numerosas de los pájaros de la región. Esas notas y las colecciones se perdieron en el torpedeo de la Penelope en 1916. Jubilado, Lynes viajó a la región de Darfur del Sudán, donde realizó extensas observaciones de la vida de sus aves, compilando un estudio publicado en 1930 en Ibis con una Revisión del género Cisticola. Ese trabajo fue bien recibido y a Lynes se le otorgó la Medalla Godman-Salvin por sus contribuciones al estudio de la ornitología africana. En el mismo año fue vicepresidente del británico Ornithiologists' Unión y miembro de correspondencia del americano Ornithologists' Unión. También socio de la Sociedad Geográfica Real y de la Sociedad Zoológica de Londres.
En 1936 hizo un estudio más profundo de pájaros en Egipto, y dos años más tarde contrajo un herpes zóster en Sudán y vio forzado a regresar a casa con su salud maltrecha. Nunca volvió a viajar y tuvo una convalecencia larga de la que nunca se recuperó plenamente. Con el estallido de Segunda Guerra Mundial en 1939, Lynes fue destinado como oficial naval sénior en Gales del norte, un puesto administrativo ligero dada su frágil salud, y no obstante fue incapaz de aguantarlo, retirándose otra vez en 1941. Continuó escribiendo sobre aves de Sudán hasta su muerte, en noviembre de 1942 a los 68 en un hospital naval. Fue enterrado en Commonwealth Comisión de Tumbas de la Guerra en St. Seiriol Churchyard, Holyhead. Su salud nunca se recuperó de su enfermedad en África. Nunca se casó y vivió su vida entera con su hermana, quién se ocupaba de él cuando no estaba en el mar.

## Abreviatura (zoología)
La abreviatura Lynes  se emplea para indicar a Hubert Lynes como autoridad en la descripción y taxonomía en zoología.